# Proletarskaja (metropolitana di Nižnij Novgorod)
Proletarskaja (in russo:Пролетарская) è una stazione della Linea Avtozavodskaja, la linea 1 della Metropolitana di Nižnij Novgorod. È stata inaugurata il 20 novembre 1985.